# Sammelwerk
Ein Sammelwerk (auch: Herausgeberschrift) ist im Verlagswesen ein von einem Verlag ediertes Fachbuch mit mehreren Autoren, die Beiträge zu einem speziellen Fachgebiet liefern. Bei umfangreichen Themen kann das Werk auch aus mehreren Bänden bestehen. Eine spezielle Form von Sammelwerken sind Enzyklopädien und Proceedings (Publikation von Kongressbeiträgen). Der Herausgeber muss nicht immer ein Verlag sein. Oft ist es (zumindest formal) der ranghöchste oder der bekannteste des Autorenkollektivs, oder eine Gruppe von zwei bis fünf solcher Personen, welche eine von ihnen als Gesamtwerk erdachte Sammlung von Einzelbeiträgen konzipieren und schon im Entstehungsprozess betreuen. Eine Zusammenstellung von mehreren Werken eines Urhebers ist gemäß den Regeln für die alphabetische Katalogisierung eine Sammlung.

## Sammelwerk im Urheberrecht
Urheberrechtlich ist ein Sammelwerk eine Sammlung „von Werken, Daten oder anderen unabhängigen Elementen“, die „aufgrund der Auswahl oder Anordnung der Elemente eine persönliche geistige Schöpfung“ ist. So ist die Zusammenstellung von Gedichttiteln in einer Liste ein Sammelwerk, wenn die Auswahl der Titel als individuelle Schöpfung anzusehen ist. Auf die Qualität und ästhetische Werte der Sammlung kommt es nicht an. Für ein Sammelwerk ist nicht erforderlich, dass die Sammlung ein systematisches Ordnungssystem hat, z. B. alphabetische Ordnung. Ausreichend ist eine Sammlung von Elementen (Elementenhaufen), die durch Auswahl oder Anordnung der Elemente eine persönliche geistige Schöpfung ist. Die Person oder die Personen, die diese Schöpfungsleistung erbracht haben, werden bei Schriftwerken, z. B. einer Sammlung von einzelnen Aufsätzen, üblicherweise als Herausgeber bezeichnet; ihnen steht nach § 13 UrhG das Namensnennungsrecht zu. Ein Sammelwerk kann zu einem Datenbankwerk werden, wenn das Sammelwerk ein systematisches Ordnungssystem enthält.